# Budai királyi kőfaragóműhely
A budai királyi kőfaragóműhely a magyar reneszánsz központi műhelye volt, Budán létezett a 15. században. Írások szerint "a vár palánkjában" volt elhelyezve. A műhely hatása egész Magyarország területén érezhető volt. Mátyás király budai, nyéki, visegrádi és tatai építkezéseiből fennmaradt vörösmárvány- és mészkőtöredékek stílusrokonsága alapján a műhely egyéb munkáira is lehet következtetni. Így többek között valószínű, hogy Zápolya Imre szepeshelyi síremléke is a budai királyi kőfaragóműhelyben készült. A műhely vezetői olasz mesterek voltak: Chimenti Camicia; a csak a Márvány Madonnák mestere néven ismert kőfaragó; és Giovanni Dalmata, aki a század vége felé működött a műhelyben. Az ő kezük alatt sok magyar mester is dolgozott itt.